# Касита
Kacитa (берберски:ⴽⴰⵙⵉⵜⴰ, арап. كاسيطا) је Варошица град на североистоку Марока на 60 km jуг Средоземног мора.